# Liste der Monuments historiques in Bogny-sur-Meuse
Die Liste der Monuments historiques in Bogny-sur-Meuse führt die Monuments historiques in der französischen Gemeinde Bogny-sur-Meuse auf.

## Liste der Immobilien
| Bezeichnung            | Beschreibung                                                                          | Standort                             | Kennzeichnung | Schutzstatus | Datum | Bild           |
| ---------------------- | ------------------------------------------------------------------------------------- | ------------------------------------ | ------------- | ------------ | ----- | -------------- |
| Château Marcadet       | aufwendig ausgestattetes, großbürgerliches Wohnhaus, Ende des 19. Jahrhunderts        | Levrézy, 21 rue des Euvies (Lage)    | PA08000005    | Inscrit      | 2000  | weitere Bilder |
| Stiftskirche St-Vivent | im Kern aus dem 9. Jahrhundert, Schiff und Westfassade im 17. Jahrhundert umgestaltet | Braux, place de la République (Lage) | PA00078349    | Inscrit      | 1963  | weitere Bilder |

## Liste der Objekte
| Bezeichnung                              | Beschreibung | Standort                                                   | Kennzeichnung | Schutzstatus | Datum | Bild |
| ---------------------------------------- | --- | ---------------------------------------------------------- | ------------- | ------------ | ----- | ---- |
| Lesepult                                 | Stein, 16. Jahrhundert                                                                                                 | Braux, in der Kirche St-Vivent (Lage)                      | PM08000077    | Classé       | 1911  |      |
| Taufbecken                               | Stein, 11. Jahrhundert                                                                                                 | Braux, in der Kirche St-Vivent (Lage)                      | PM08000074    | Classé       | 1906  |      |
| Drei reliefierte Altarbilder             | am Hauptaltar und den beiden Seitenaltären; Stein, 16. Jahrhundert                                                     | Braux, in der Kirche St-Vivent (Lage)                      | PM08000075    | Classé       | 1908  |      |
| Relief Kreuzigungsgruppe mit Stiftern    | Stein, 16. Jahrhundert                                                                                                 | Braux, in der Kirche St-Vivent (Lage)                      | PM08000078    | Classé       | 1911  |      |
| Skulptur Madonna mit Kind (1)            | Holz, ehemals farbig gefasst, 1763; im Dépôt d’art sacré du département des Ardennes in Charleville-Mézières deponiert | Château-Regnault, in der Kirche St-Pierre-aux-Liens (Lage) | PM08000783    | Inscrit      | 1973  |      |
| Skulptur Madonna mit Kind (2)            | Holz, farbig gefasst, 19. Jahrhundert                                                                                  | Château-Regnault, in der Kirche St-Pierre-aux-Liens (Lage) | PM08000782    | Inscrit      | 1973  |      |
| Konsoltisch                              | Holz, vergoldet, Marmor, 18. Jahrhundert                                                                               | Lévrezy, in der Kirche Notre-Dame (Lage)                   | PM08000070    | Classé       | 1974  |      |
| Skulptur Johannes                        | Stein, 15. Jahrhundert; 1918 verschwunden                                                                              | Braux, in der Kirche St-Vivent (Lage)                      | PM08000076    | Classé       | 1908  |      |
| Glocke                                   | Bronze, 1410 gegossen; wohl während des Ersten Weltkriegs verschwunden                                                 | Braux, in der Kirche St-Vivent (Lage)                      | PM08000642    | Classé       | 1908  |      |
| Schrein des heiligen Viventius von Reims | Holz, vergoldet, 17. Jahrhundert                                                                                       | Braux, in der Kirche St-Vivent (Lage)                      | PM08000999    | Inscrit      | 1977  |      |